# I-Ninja
I-Ninja è un videogioco d'azione-a piattaforme sviluppato da Argonaut Games e pubblicato dalla Namco. I filmati di gioco sono stati diretti da Don Bluth, la cui casa di produzione Don Bluth Films, Inc. ne ha curato le stesse animazioni. Il gioco è stato sviluppato in multi-piattaforma: Microsoft Windows, PlayStation 2, Xbox e GameCube (in Europa, il gioco è disponibile solo per PlayStation 2 e PC). Nella versione per Game Boy Advance il gioco, inizialmente annunciato, fu poi annullato. La prima versione per il GameCube includeva un'estensione contenente Pac-Man Vs..

## Trama
Il gioco ha inizio con il protagonista in fase di addestramento (chiamato Ninja durante il gioco), che dovrà salvare il proprio Sensei dai Ranx, inviati dalla nemesi dei Ninja, l'imperatore O-Dor. L'obbiettivo di Ninja sarà quello di battere i Ranx per salvare il proprio Sensei.
Quindi, una creatura viene inviata contro  Ninja, ma facilmente se ne sbarazza. Dalla creatura però sputa una pietra della rabbia che tocca Ninja e arrabbiandosi uccide accidentalmente Sensei, il quale ritorna come un fantasma a guidare Ninja, informandolo che ci sono più pietre della rabbia e con il loro potere, può sconfiggere l'imperatore O-Dor. Sensei dà a Ninja l'obiettivo di trovare la seconda pietra a Robot Beach.
Ninja arriva a Robot Beach, dove gli è assegnato il compito di ricostruire Tekeyama, un robot gigante che ha sorvegliato Robot Beach prima che Kyza la radesse al suolo. Ninja ricostruisce Tekeyama e inizia a combattere Kyza e lo sconfigge. Dopo lo scontro, dal relitto di Kyza, riemerge una nuova pietra, la pietra di rianimazione, che Ninja prontamente recupera. Ninja non si ritrova in grado di controllare la pietra in un primo momento, e inizia a distruggere oggetti e strutture intorno a sé in quella zona, prima di dirigersi al livello successivo. Il custode di Robot Beach e creatore di Tekeyama, Yang,  apre il cancello per Bomb Bay, la posizione da raggiungere cercare per la prossima pietra.
Ninja arriva a Bomb Bay dove difende la città da molti dei pericoli che i Ranx hanno creato. Ninja trova poi un sottomarino all'interno di una struttura a forma di bomba gigante, dove combatte e sconfigge Ventis, un pericoloso pesce meccanico, ottenendo un'altra pietra, la pietra Shuriken. Ninja incontra poi il guardiano di Bomb Bay, Aria, intenzionata a sdebitarsi con Ninja con abbracci e baci. Aria cerca di abbracciarlo, ma Ninja prima la evita perché si sta sforzando di resistere al potere della pietra, temendo di ferirla, poi si allontana da lei cavalcando un gigantesco e potentissimo Shuriken invocato con la pietra. Ninja apre il cancello e si allontana da Aria, non prima di chiamarla "ragazza di pesce" (robot di una sirena) e incamminarsi.
La prossima area dove Ninja entra sono le Cascate della Giungla, comandate da un demone del sottosuolo, Psyamon. Ninja salva la giungla sconfiggendo i Ranx. Quando Ninja si dirige ad affrontare Psyamon, si rende presto conto non è in grado di sconfiggerlo con armi comuni, quindi sarà costretto ad utilizzare un sistema da combattimento simile ad una "sentinella" per fronteggiare il demone. Sconfitto Psyamon, Ninja ottiene una nuova pietra, la pietra I-Ninja. Mentre cerca di controllarla incontra poi Twikki, il guardiano delle cascate della giungla, il quale tenta fin da subito di dissuadere Ninja dall'impossessarsene in quanto proprietà dell'imperatore O-Dor, temendone l'ira vendicativa. I due sono però presto attaccati da un gruppo di Ranx, quindi Ninja, malgrado l'avvertimento di Twikki, utilizza la nuova pietra per salvarlo.
Ninja si avventura tra le Montagne di Gorge dove affronta nuovi e più potenti Ranx. Dopo aver salvato le montagne, Ninja incontra Malakai, braccio destro di O-Dor, ed in grado di controllare gli elementi. Ninja vince e prende una insolita pietra a forma di luna. Dopo un momento di confusione, Ninja cerca di usarla, ma una ragazza ninja, Zarola, gli spiega che la pietra è in realtà un Teleport in grado di portarlo fino alla base segreta di O-Dor. Zarola informa Ninja dell'esistenza di un'ultima pietra, la pietra della vita, in grado di resuscitare i morti o dare l'immortalità ai vivi, offrendo a Ninja la possibilità di far tornare in vita Sensei, o di vivere per sempre. Poi, Zarola aiuta Ninja a tele-trasportarsi.
Ninja arriva alla Base Lunare e combatte tutto l'esercito Ranx fino a quando non si imbatte nell'imperatore O-Dor che si nasconde. Ninja e O-Dor si scontrano in una battaglia nello spazio fino a quando Ninja fa saltare in aria O-Dor. Ninja trova quindi la pietra della vita e decide di utilizzarla su se stesso. Sensei si sente deluso dall'egoismo di Ninja e si allontana. Sentendosi in colpa per la risposta del maestro, Ninja gli ricorda, dicendogli, che "le azioni parlano più forte delle parole", gettandogli contro la pietra a forma di Shuriken a Sensei, che gli ridarà la sua vita. Tutto ritorna alla normalità, Ninja e Sensei si tele-trasportano di nuovo sulla Terra, ma non appena partono, l'imperatore O-Dor riesce a risorgere.

## Modalità di gioco
Il personaggio principale in  I-Ninja  ha una varietà di abilità acrobatiche che vengono utilizzate per tutta la partita per sconfiggere l'esercito Ranx guidato dall'imperatore O-Dor. Oltre alle competenze fondamentali come uccide e saltare, il Ninja può anche effettuare doppi salti, ruotare la spada a mezz'aria per un tempo limitato e usarla per cadere lentamente del normale e usare la mimetizzazione dell'ambiente a suo vantaggio. Durante il gioco ci sono parecchie pareti progettate in modo univoco su cui Ninja può correre, e punti dove Ninja può usare il suo gancio per muoversi in un divario.
Alcuni livelli forniscono a Ninja anche dardi esplosivi e shuriken da usare contro i suoi nemici; Entrambi possono essere utilizzati con una visualizzazione di prima persona, ma lo shuriken può anche essere lanciato con una funzione di auto-mira. Occasionalmente, Ninja incontrerà un nemico con cui terrà combattimenti in volo. I rivali, dopo aver effettuato un salto, rimarranno sospesi in aria finché uno dei due non viene sconfitto. Durante questo tipo di combattimento il Ninja si muove e può scivolare, attaccare con la sua spada, eseguire un attacco "lanciato" ma con ritardo e lanciare shuriken, se li ha. 
Ogni volta che Ninja colpisce un nemico, o viene colpito a sua volta, si va a riempire un serbatoio di potere, che, quando è riempito a certi livelli, può essere speso per migliorare temporaneamente le sue capacità. Mentre si progredisce, il giocatore avrà accesso a più abilità; Usandoli può aumentare la sua forza (Furia Ninja), ricaricare la barra della vita (Rianimazione Ninja), utilizzare uno Shuriken gigante per uccidere rapidamente i nemici (Shuriken Ninja) o addirittura diventare invincibile, arrivando ad uccidere i nemici nelle sue vicinanze senza neanche toccarli (I-Ninja).

## Livelli
- Campo di Addestramento: Dove si combatte contro il primo mostro, Sensei muore e si scoprono le pietre.
- Robot Beach: Dove si aiuterà a ricostruire Tekeyama, un enorme robot protettore della spiaggia e sconfiggere Kyza.
- Bomb Bay: Si combatte contro dei pesci robot in un sottomarino e si dovrà sconfiggere Ventis.
- Cascate della Giungla: Si affronteranno i Ranx e Psyamon che ne uscirà sconfitto.
- Montagne Gorge: Vi sarà uno scontro con Malakai, braccio destro dell'imperatore O-Dor.
- Base Lunare: Bisognerà sconfiggere i Ranx e l'imperatore O-Dor.